# مصرية (أسد)

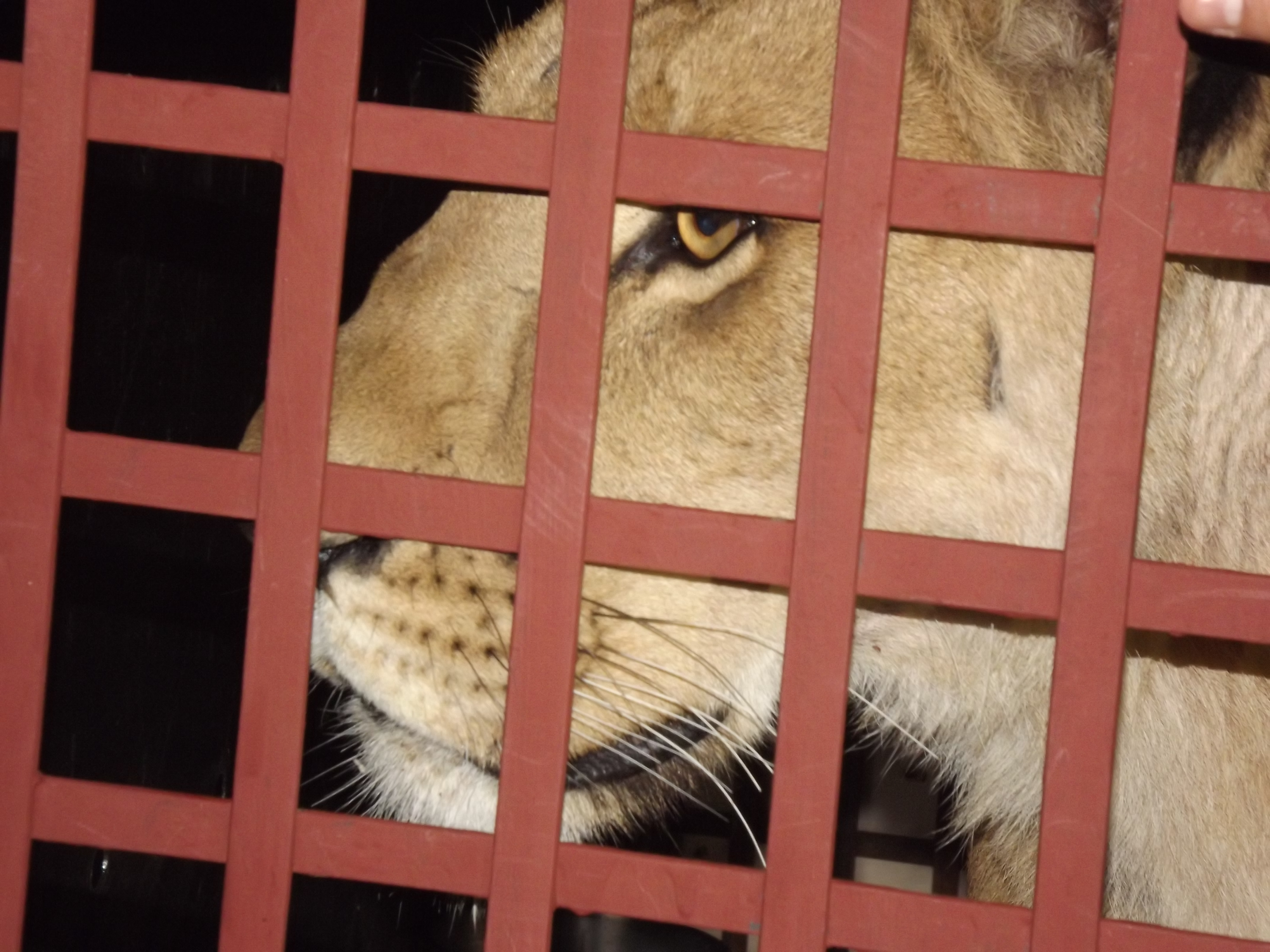
«مصرية» تنتظر انهاء اجراءات سفرها في مطار القاهرة لتغادر إلى هولندا في 14 فبراير 2013

مصرية (بالإنجليزية: Masrya)‏ اسم اطلقه المدافعين عن حقوق الحيوان في العالم على أنثى أسد عمرها عامين كانت موجودة لدى أحد تجار الحيوانات بمنطقة أبو رواش بمحافظة الجيزة، بعد أن قام بشرائها من أحد الهواة الذي قام بنزع مخالبها، واستغلالها في التصوير في الإسكندرية، وسافرت إلى هولندا في طائرة في 14 فبراير 2013 لتتلقى العلاج هناك ويلقبها الهولنديون ب «الملكة المصرية» ، وسوف تستكمل باقى حياتها في أحد مركز إنقاذ الحياة البرية هناك، وكانت قد عانت من اقتلاع مخالبها وحبسها في قفص حديدى ضيق لدى أحد المواطنين، قبل أن يكتشفها نشطاء حقوق الحيوان.

## الأسود في مصر

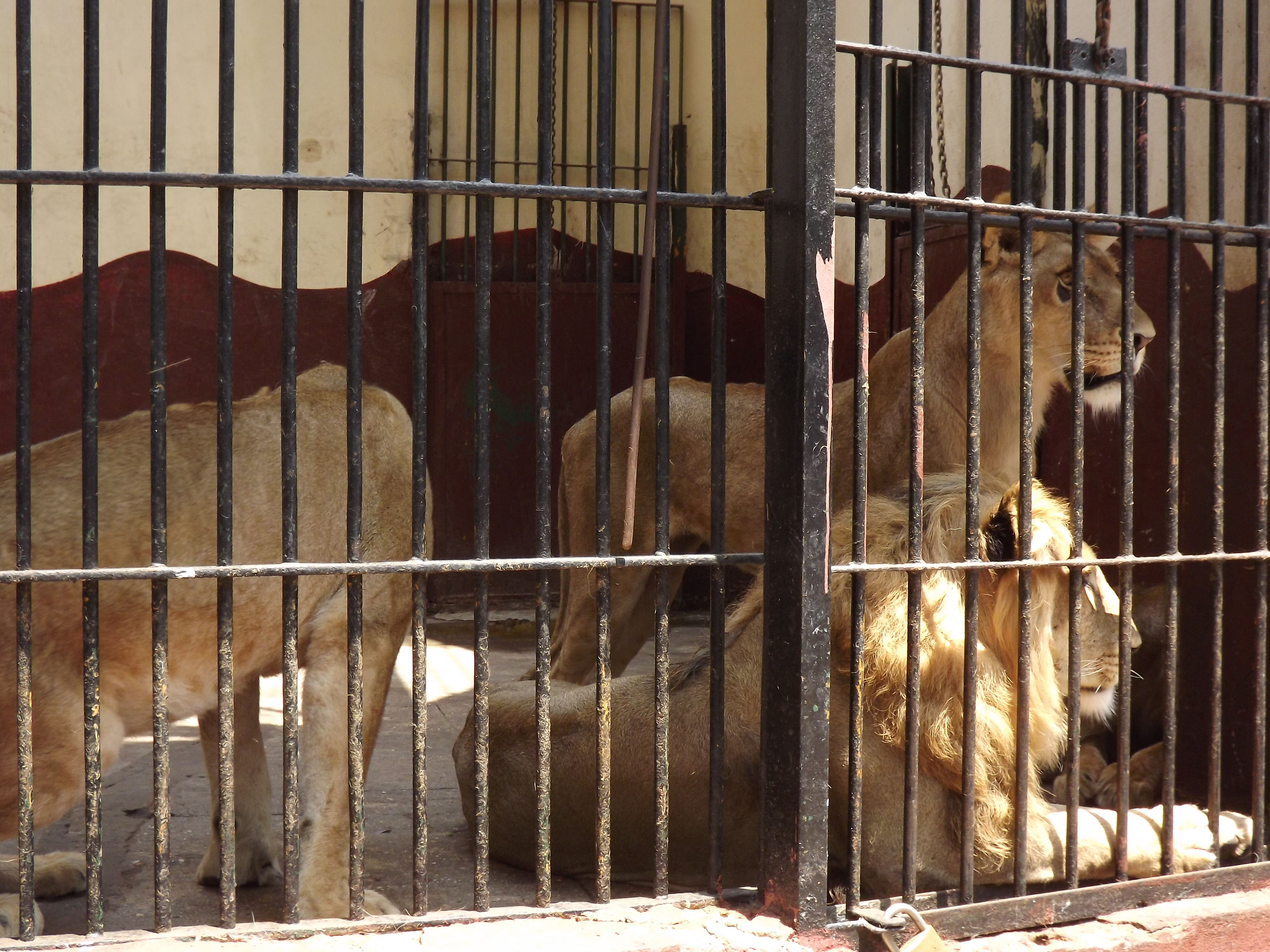
الأسود في حديقة حيوان الجيزة في يونيو 2012

تنتشر تجارة الأسود وباقي السنوريات بصورة غير شرعية في مصر، وفي عام 2012 تم القبض على أحد البلطجية الشهير ب نخنوخ وفي حوزته 5 أسود  ، كما تم أيضا في نفس العام القبض على بعض الأفراد اثناء محاولتهم سرقة شبل أسد من حديقة حيوان الجيزة  كما قامت السلطات بضبط 3 أسود حديثى الولادة مع راكب كويتى اثناء سفره إلى الكويت  ، وكانت هناك محاولة أخرى في عام 2009 لتهريب شبل أسد عمره ثلاثة شهور إلي ليبيا  ، وفي عام 2011 تم ضبط نمر في فيلا في مدينة الرحاب.
وفي عام 2010 اثارت وسائل الأعلام مشكلة زيادة تناسل الأسود في حدائق الحيوان في مصر وحيث وصل العدد في حديقة حيوان الجيزة فقط لاكثر من 142 أسد ، وفي 2009 ابلغ فوج سياحي إسباني باستغلال شبل أسد في التصوير في أحد الاستراحات على طريق مصر ـ الإسكندرية الصحراوي  وتشير بعض التقارير على ان عدد الأسود في مصر يزيد عن 400 أسد.